# Marie Batomene
Marie Batomene, née le 10 mars 1995, est une joueuse française de badminton licenciée au Badminton club Arras. Finaliste en 2013 et 2017, elle remporte le titre de championne de France de badminton en 2019 face à Yaëlle Hoyaux (21-11, 21-17). 

## Palmarès

### En simple
| Année | Tournoi                   | Résultat  |
| ----- | ------------------------- | --------- |
| 2017  | Yonex Welsh International | Finaliste |
| 2018  | Belarus International     | Victoire  |

| Compétition            | Année | Résultat  |
| ---------------------- | ----- | --------- |
| Championnats de France | 2019  | Victoire  |
| Championnats de France | 2020  | Finaliste |

### En double
| Année | Tournoi                        | Résultat  | Partenaire           |
| ----- | ------------------------------ | --------- | -------------------- |
| 2015  | FZ Forza Prague Open           | Finaliste | Emilie Lefel         |
| 2015  | Eurasia Bulgaria International | Finaliste | Anne Tran            |
| 2015  | Yonex Lithuanian International | Victoire  | Teshana Vignes Waran |

### En mixte
| Année | Tournoi             | Résultat  | Partenaire    |
| ----- | ------------------- | --------- | ------------- |
| 2013  | Irish International | Finaliste | Jordan Corvée |

### Par équipes
| Année | Tournoi                           | Résultat           |
| ----- | --------------------------------- | ------------------ |
| 2020  | Championnats d'Europe par équipes | Médaille de bronze |